# 奧卡·尼科洛夫
奧卡·尼科洛夫（Oka Nikolov，1974年5月25日—）出生於西德黑森州達姆施塔特行政區奧登瓦爾德縣的艾爾巴赫，是一位北馬其頓籍足球運動員，在場上擔任守門員。自1991年以來，他一直都是德甲球隊法蘭克福的隊員，並曾五度入選馬其頓國家足球隊。

## 職業生涯
尼柯洛夫成長於黑森州的桑德巴赫，並選擇了當地的足球俱樂部SG桑德巴赫（SG Sandbach）作為他的第一支球隊。而尼柯洛夫的職業生涯要到1991年加入法蘭克福足球俱樂部之後才算正式開始。一開始，尼柯洛夫在隊上只是次於史丹和科普克的候補守門員，直到兩人先後於1994年和1996年離開球隊，尼柯洛夫才終於成為法蘭克福的先發守門員。2002年時，尼柯洛夫的先發位置又一度被新進的守門員海能取代，但當法蘭克福再次降級、海能離開球隊之後，先發守門員的位置自然又還給了尼柯洛夫。2003年時，法蘭克福再從科隆引進了守門員普略爾，後來普略爾亦取代尼柯洛夫成為先發守門員。惟因普略爾肋骨的傷病困擾，2005/06賽季球隊再次啟用尼柯洛夫成為先發守門員。2006/07賽季一開始法蘭克福的先發守門員仍是普略爾，但打完上半賽季後普略爾便不得不因傷退居二線，因此尼柯洛夫自2007年2月伊始又成為法蘭克福的先發守門員。原本尼柯洛夫在2010年1月冬歇期時對外宣布說等2010年夏天合約到期後便不會再與法蘭克福續約，不過最後還是與法蘭克福續約兩年，合約到2012年夏天終止。

## 國家隊生涯
1998年起，尼柯洛夫第一次被選入馬其頓國家足球隊，此後共為國家隊出賽五次，紀錄如下：
- 1998.09.29 馬其頓 2-2 埃及
- 2000.02.23 馬其頓 1-2 南斯拉夫
- 2000.03.29 波士尼亞赫塞哥維納 1-0 馬其頓
- 2000.04.26 馬其頓 1-0 阿爾巴尼亞
- 2001.11.14 匈牙利 5-0 馬其頓

## 外部連結
- Profile at Eintracht Frankfurt's Official Website[永久] （德文）
- Oka Nikolov at eintracht-archiv.de （页面存档备份，存于） （德文）
- Career stats at Fussballdaten.de （页面存档备份，存于） （德文）
- Profile at Macedonian Football （英文）
- Nikolov, Oka （页面存档备份，存于） （英文）
- 馬其頓足球協會 （馬其頓文）